# Mellicta poenina
Mellicta poenina är en fjärilsart som beskrevs av Ruggero Verity 1931. Mellicta poenina ingår i släktet Mellicta och familjen praktfjärilar. Inga underarter finns listade i Catalogue of Life.